# Kłamstwo kołymskie

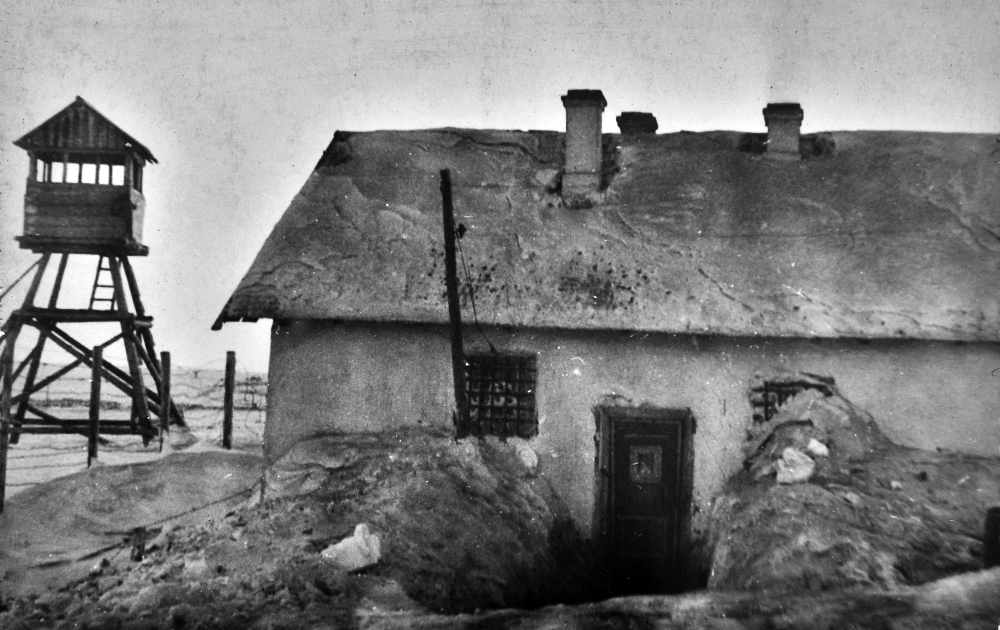
Blok karny jednego z podobozów Workutłagu, 1945 r., Workuta

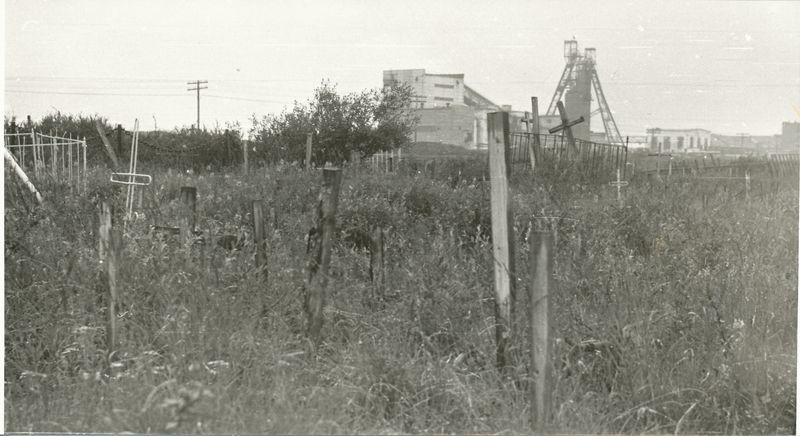
Groby litewskich więźniów politycznych (deportowanych) w Workutłagu

Kłamstwo kołymskie – ogół działań mających na celu stłumienie lub częściowe ograniczenie procesu rozpowszechniania się informacji dotyczących istnienia systemu sowieckich łagrów, umniejszanie ich zbrodniczego charakteru lub inne formy eliminowania możliwości otrzymania informacji w ich temacie.
Za twórcę pojęcia przyjmuje się Gustawa Herlinga-Grudzińskiego, polskiego pisarza, który po aresztowaniu w 1940 roku przez NKWD przebywał w kilku sowieckich więzieniach oraz spędził 2 lata w łagrze w Jercewie, do czasu amnestii ogłoszonej w ramach układu Sikorski-Majski. Nie stworzył on jednak stałej definicji tego pojęcia, co zostało zrobione dopiero przez późniejszych badaczy, takich jak Marcin Hylewski.
Nazwa pojęcia nawiązuje do określenia „kłamstwo oświęcimskie” z powodu analogii między obydwiema zbrodniami: ich masowego charakteru, uderzania w określone grupy ludności (mord kategorialny), systemowości oraz stosowania metody wyniszczenia przez pracę (chociaż holokaust nie ograniczał się do tej metody).

## Rodzaje kłamstwa kołymskiego

### Negacja oraz zamilczanie
Praktyka zaprzeczania istnieniu łagrów oraz przemilczania dowodów świadczących inaczej, nazywana również metodą Totschweigen (niem. zamilczenia na śmierć). Metoda ta była powszechnie stosowana przez paryskie środowiska intelektualistyczne XX wieku, w tym przez takie osoby jak Jean-Paul Sartre. Widać to było szczególnie, gdy w latach 50. ostracyzmowi został poddany Albert Camus, który ośmielił się nie zgodzić z opinią Sartre’a, że należy istnienie łagrów przemilczać.
Kłamcą kołymskim (tego rodzaju) nazwana została również Jeannette Vermeersch, wdowa po komuniście Maurice’u Thorezie, która niedługo po opublikowaniu Czarnej księgi komunizmu stwierdziła w rozmowie dla Le Figaro, że zawarte tam relacje o komunistycznych zbrodniach, w tym o ofiarach gułagu, są nieprawdziwe. W innym przypadku o kłamstwo kołymskie oskarżona została redakcja francuskiego czasopisma komunistycznego Les Lettres Françaises, która na swoich łamach negowała istnienie łagrów w ZSRR, co zakończyło się przegranym przez nich procesem sądowym, wytoczonym im przez Davida Rousset.
Za specyficzną formę tego rodzaju kłamstwa uznaje się odmawianie publikacji dzieł nagłaśniających istnienie Gułagu oraz wyrażających się krytycznie wobec ZSRR. Z tego powodu „Inny świat” Herlinga-Grudzińskiego nie mógł ukazać się we Francji aż do 1985 roku. Podobne sytuacje miały miejsce również poza Europą – „Droga donikąd” Józefa Mackiewicza spotkała się z odrzuceniem przez amerykańskie wydawnictwo Westview, tłumacząc się „przyczynami niezwiązanymi z jej naukową, artystyczną bądź literacką wartością”.

### Zaniżanie szacunkowych liczb ofiar
Z powodu niejednoznaczności źródeł, wynikającej z charakteru sowieckiego reżimu i tylko częściowego otwarcia poradzieckich archiwów, ustalenie dokładnej liczby ofiar łagrów stanowi trudne zadanie, co z kolei daje pole do działania rewizjonistom chcącym zmniejszyć skalę ofiar do minimum i tym samym przedstawić ZSRR w korzystniejszym świetle. W czasach pieriestrojki Michaiła Gorbaczowa wielu rewizjonistów bagatelizowało rozmiar represji, ponieważ wierzyło w zdolność przeobrażenia się Związku Radzieckiego w normalne państwo o charakterze socjaldemokratycznym. O rewizjonizm oskarża się między innymi historyka Johna Arch Gettiego.

### Kwestionowanie analogii oświęcimskich
Do tego rodzaju kłamstwa kołymskiego należy między innymi sprzeciw wobec nazywania łagrów „obozami śmierci”, co pojawia się w najnowszych publikacjach dotyczących Gułagu, np. w pracach Anne Applebaum, gdzie autorka stwierdza, że w niektórych momentach historii, takich jak okres trwający po 1937 roku, radzieckie obozy przekształcały się w „istne fabryki śmierci”.
Podobnie jak przy negacji i przemilczeniu również w przypadku porównań do holokaustu dochodziło do sytuacji, gdy wydawnictwa kwestionowały zamieszczone w treści stwierdzenia. Przez zawarte w przedmowie „Opowiadań kołymskich” Warłama Szałamowa porównanie sowieckich obozów do niemieckich oraz określenie narodowego socjalizmu i socjalizmu radzieckiego jako „totalitarnych bliźniaków” włoskie wydawnictwo Einaudi usunęło przedmowę przed publikacją.

## Przyczyny pojawiania się kłamstw kołymskich
- Ideologia – wiara w marksizm naukowy i jego zapowiedź nieuniknionego powstania ostatecznej idealnej formacji społecznej sprawiała, że wszystkie zbrodnie dokonane w trakcie dyktatury proletariatu były postrzegane jako przejściowe, konieczne i usprawiedliwione.
- Niewiedza – w niektórych okresach wiedza opinii międzynarodowej na temat tego, co się dzieje wewnątrz ZSRR, była znikoma. Do lat 60. ilość materiałów dokumentujących stopień zaawansowania systemu więziennego Gułag była niewielka, zwłaszcza gdy porówna się ją z ilością dowodów zebranych w trakcie śledztwa dotyczącego holokaustu. Dojściu do prawdy nie pomagała również sprawna radziecka machina propagandowa, skutecznie odpierająca wszelkie zarzuty, a także efekt potwierdzenia, któremu ulegali zachodni intelektualiści (wspominał o tym Kingsley Amis).
- Ciekawość – pragnienie ujrzenia końcowego wyniku wielkiego eksperymentu, jakim był komunizm, mającego sprawdzić, czy możliwe jest stworzenie społeczeństwa doskonałego, było dla intelektualistów ważniejsze od dziejących się tam zbrodni.
- Presja społeczna – rezygnacja z mówienia o Gułagu z obawy o bycie przypisanym przez środowisko do faszystów, konserwatystów, skrajnej prawicy czy reakcjonistów, co wiązałoby się z ostracyzmem. Przyczyna ta szczególnie widoczna była bezpośrednio po zakończeniu II wojny światowej.
- Wyrzuty sumienia – ludzie bogaci byli w stanie popierać komunizm i przemilczać jego zbrodnie, gdyż w ten sposób próbowali uspokoić swoje poczucie, że ich majątek pochodzi z wyzysku robotników.
- Misja – chęć uczestniczenia w procesie, który miał na zawsze odmienić ludzkość, sprawiała, że ludzie nie chcieli uznać istnienia łagrów.
- Przywiązanie – niechęć do ujawniania zbrodni komunistycznych wynikająca z postrzegania komunizmu jako części myśli zachodniej, szczególnie w zakresie teorii społecznej.
- Powiązania gospodarcze – surowce wydobywane w Związku Radzieckim przez więźniów łagrów (złoto na Kołymie, węgiel w Workucie, drewno na Syberii) i wysyłane na eksport były wyjątkowo tanie, dlatego wielu zachodnich polityków wolało milczeć w obliczu lukratywnych umów handlowych.
- Niezadowolenie – niektórzy zwolennicy kłamstwa kołymskiego stali na swoim stanowisku z powodu rozczarowania zachodnim społeczeństwem, które postrzegali jako zdegenerowane przez rozwarstwienie społeczne, konsumpcjonizm, popkulturę, rosnącą alienację ludzi oraz utowarowienie stosunków międzyludzkich. Przyczyna ta była bardzo popularna po 1945 roku. Dużą wagę przywiązywali do niej przedstawiciele szkoły frankfurckiej[1].

## Stosunek prawny
Propagowanie kłamstw na temat systemu Gułag nie jest zakazywane na szczeblu państwowym, w tym w krajach byłego ZSRR, chociaż czasem kłamstwo kołymskie wpisywane jest w ogólny zakaz zaprzeczania zbrodniom sowieckim.